# Regina (オルゴールメーカー)
『レジーナ（オルゴールメーカー）』とは、ドイツのディスクオルゴールメーカであるポリフォン社の創業者が米国内での市場開拓を目的とし、1893年にニュージャージーに設立した会社である。ポリフォン社から独立し、Regina(レジーナ）という名称の会社になった。
なお、Reginaはイタリア語で女王を意味する。

## 概要
そもそもレジーナ社のもとになったポリフォン社も、ディスクオルゴールを世界で初めて製作したことで著名であるシンフォニオン社から独立した企業であった。創業者であるグスタフ・ブラッハウゼンとパウル・リスナーが、1887年にドイツのライプツィヒに設立した。ポリフォン社では、シンフォニオン社と同様、それぞれ大きさの異なる様々な種類のオルゴール用のディスクを製作し、その種類は14種類にのぼる（かつて二人の創業者が勤めていたシンフォニオン社が製作したディスクは21種類である）。
ポリフォン社での好調な売上げでの成功は、創業者の目を海外へ向けるきっかけになった。1892年に創業者の一人、グスタフ・ブラッハウゼンはアメリカ国内でのディスクオルゴールの販売特許を取得し、ポリフォン社製品の輸出を目的として渡米した。アメリカ国内でグスタフは当初本来の目的通り自社の製品を販売したが、わざわざドイツから輸出せずにアメリカ国内に会社と工場を建設し新たに販売する方針を固めた。その結果1894年（1893年とする記述もある）にはレジーナ社として独立した。
しかし、オルゴールが庶民に親しまれていた当時、すでに1887年にはエジソンが一般大衆向けの蓄音機を開発し、売出していた。当時の蓄音機はまだ音楽を聴くという目的で製造されてはいなかったが、やがてすぐにレコード盤を再生する機械として成立し、オルゴールが廃れていく要因となった。
他のオルゴール会社が短命であったようにレジーナ社も1919年に約30年という短い期間でオルゴールの製造に幕を下ろした。

## その後のレジーナ
レジーナという名前では残っていないが、名前を変えて現在はポーター社として今日でもオルゴールを製造している。
ポーター社は1974年、当時となっては50年も前となったレジーナ社のオルゴールを製作していたロイド・ケリーにその製作技術を学んだ、ドワイト・ポーターとメアリー・ポーターがバーモント州に設立した。
ディスクオルゴールの生産はアメリカ国内では50年ぶりに復活したことになり、高級オルゴール会社であるリュージュにも負けない品質を獲得していった。
かつてのレジーナ社やポリフォン社との関係が深いため、2社のディスクオルゴールに互換性のあるディスクの生産も行なっている。